# Zork II: The Wizard of Frobozz
 (octobre 2019).
Si vous disposez d'ouvrages ou d'articles de référence ou si vous connaissez des sites web de qualité traitant du thème abordé ici, merci de compléter l'article en donnant les références utiles à sa vérifiabilité et en les liant à la section « Notes et références ».
Zork II: The Wizard of Frobozz est la suite directe de Zork I: The Great Underground Empire. Le jeu se déroule dans le même univers, et reprend des éléments du jeu Zork conçu sur ordinateurs mainframe. Selon des documents internes d'Infocom, le jeu se vendit à plus de 200 000 exemplaires entre 1981 et 1988.

## Scénario
Un mage du nom de Frobozz était autrefois puissant et respecté, mais il s'est vu bannir par Lord Dimwi Flathead l'excessif. Cependant, bien qu'affaibli, le mage est toujours puissant, et le joueur va devoir le retrouver et déjouer tous ses pièges.

## Système de jeu
Le jeu est toujours en mode texte, il n'y a toujours ni son, ni graphismes. Le jeu est en outre d'une très grande difficulté. La grande nouveauté de Zork II, c'est l'apparition « d'acteurs » : ces personnages vont pouvoir aider le joueur dans ses quêtes, et l'aider à résoudre certaines énigmes.
Des culs-de-sacs peuvent se présenter lorsque le joueur n'a pas résolu une énigme et se retrouve ainsi bloqué.

## Réalisation
Le jeu contient 86 lieux, 50 objets et un vocabulaire de 684 mots. Le jeu sera mis à jour jusqu'en 1984.